# Cystiplana rubra
Cystiplana rubra är en plattmaskart som beskrevs av Dean 1977. Cystiplana rubra ingår i släktet Cystiplana och familjen Cystiplanidae. Inga underarter finns listade i Catalogue of Life.